# Amsterdam Centraal
Amsterdam Centraal – druga co do wielkości stacja kolejowa Holandii (po Utrecht Centraal), znajdująca się w centrum Amsterdamu. Codziennie korzysta z niej ok. 250 tys. pasażerów. Zapewnia bezpośrednie połączenia z wszystkimi większymi miastami Holandii, lotniskiem Schiphol oraz niektórymi europejskimi stolicami: Berlinem, Brukselą, Paryżem, a do 2014 roku także Kopenhagą, Warszawą, Pragą, Mińskiem i Moskwą. Budynek stacji został zaprojektowany przez Pierre'a Cuypersa i A. L. van Grendta, zaś otwarty został w 1889 roku.
Na dworcu znajduje się początkowa stacja linii metra: 51, 53 oraz 54.

## Galeria

Amsterdam Centraal
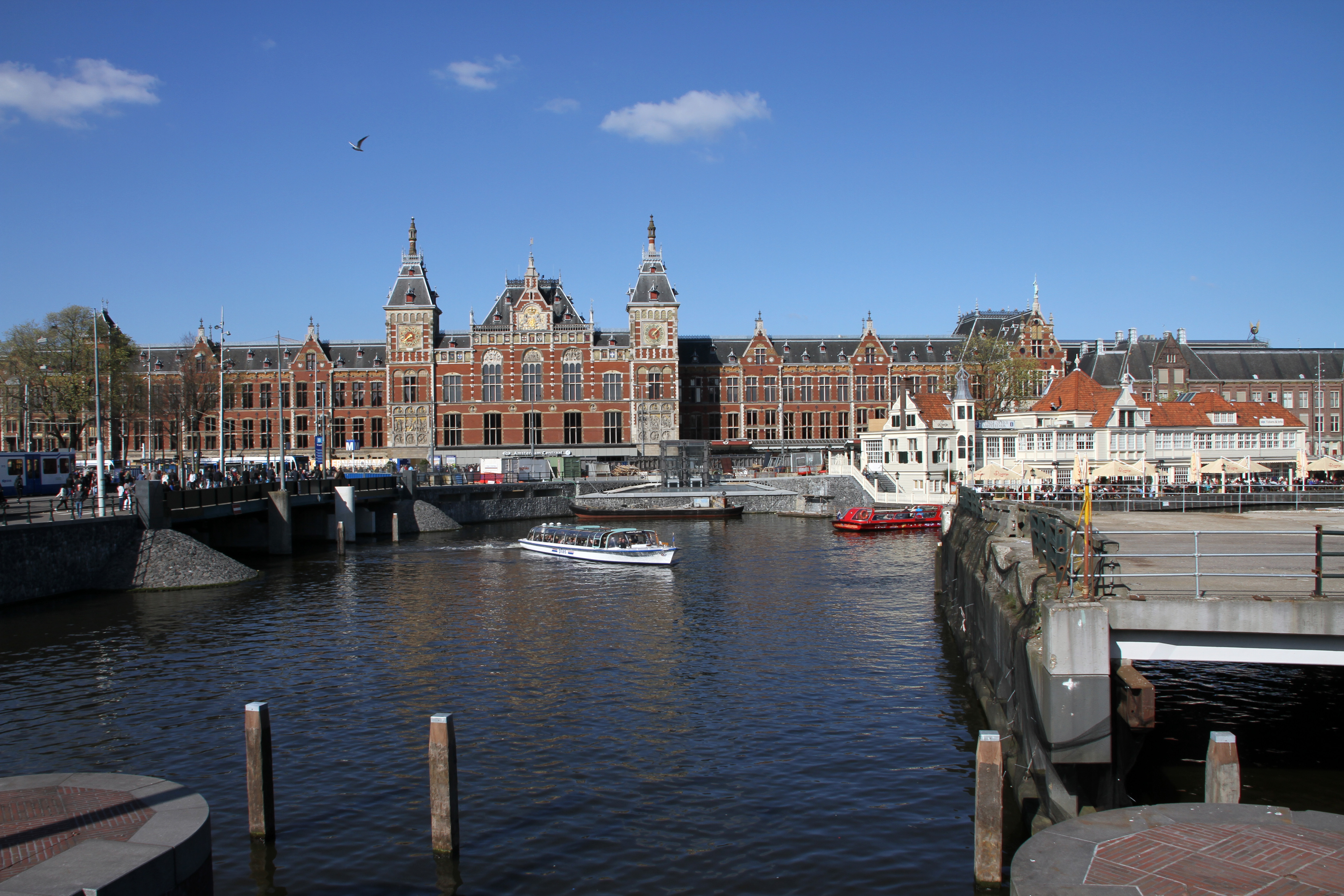
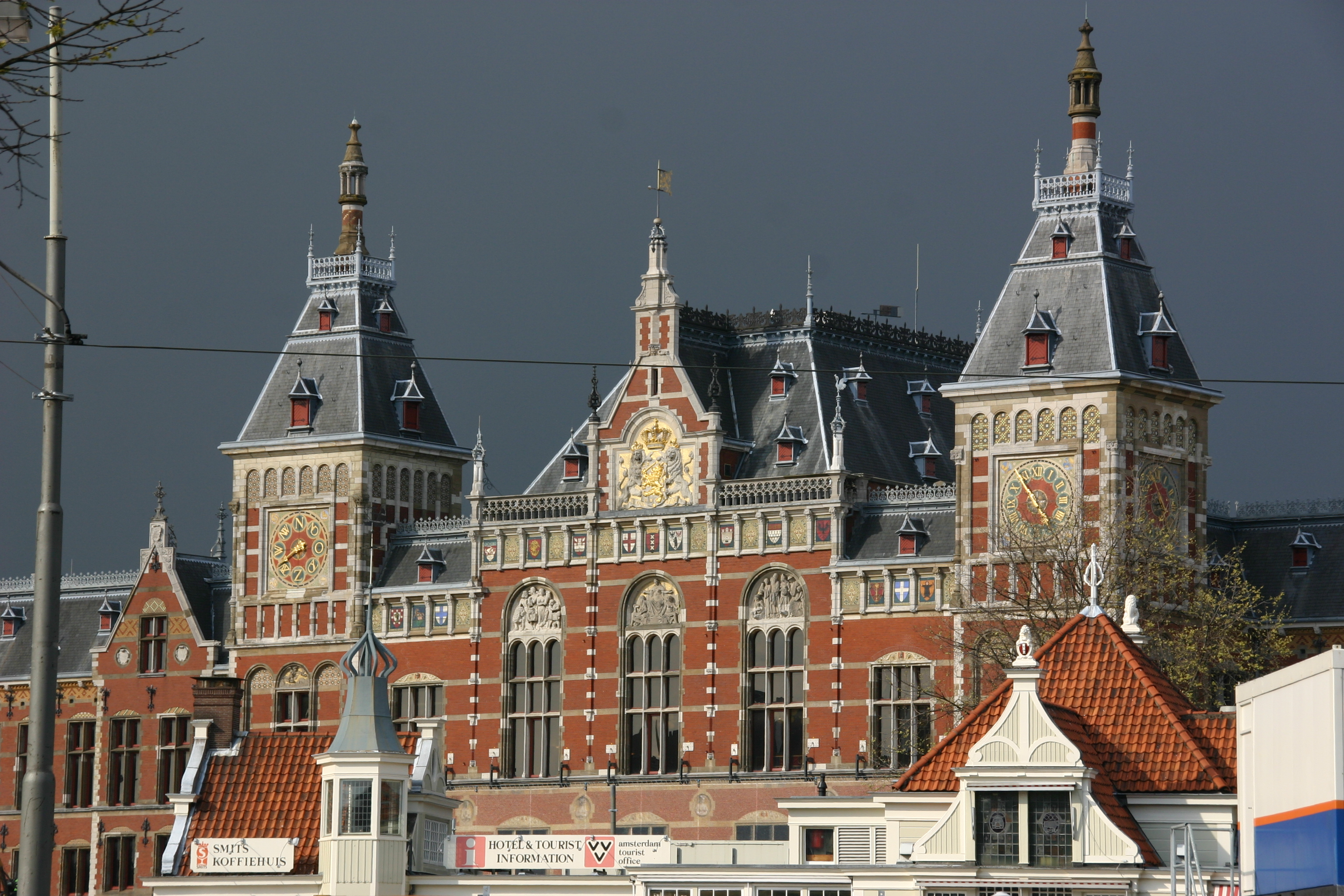
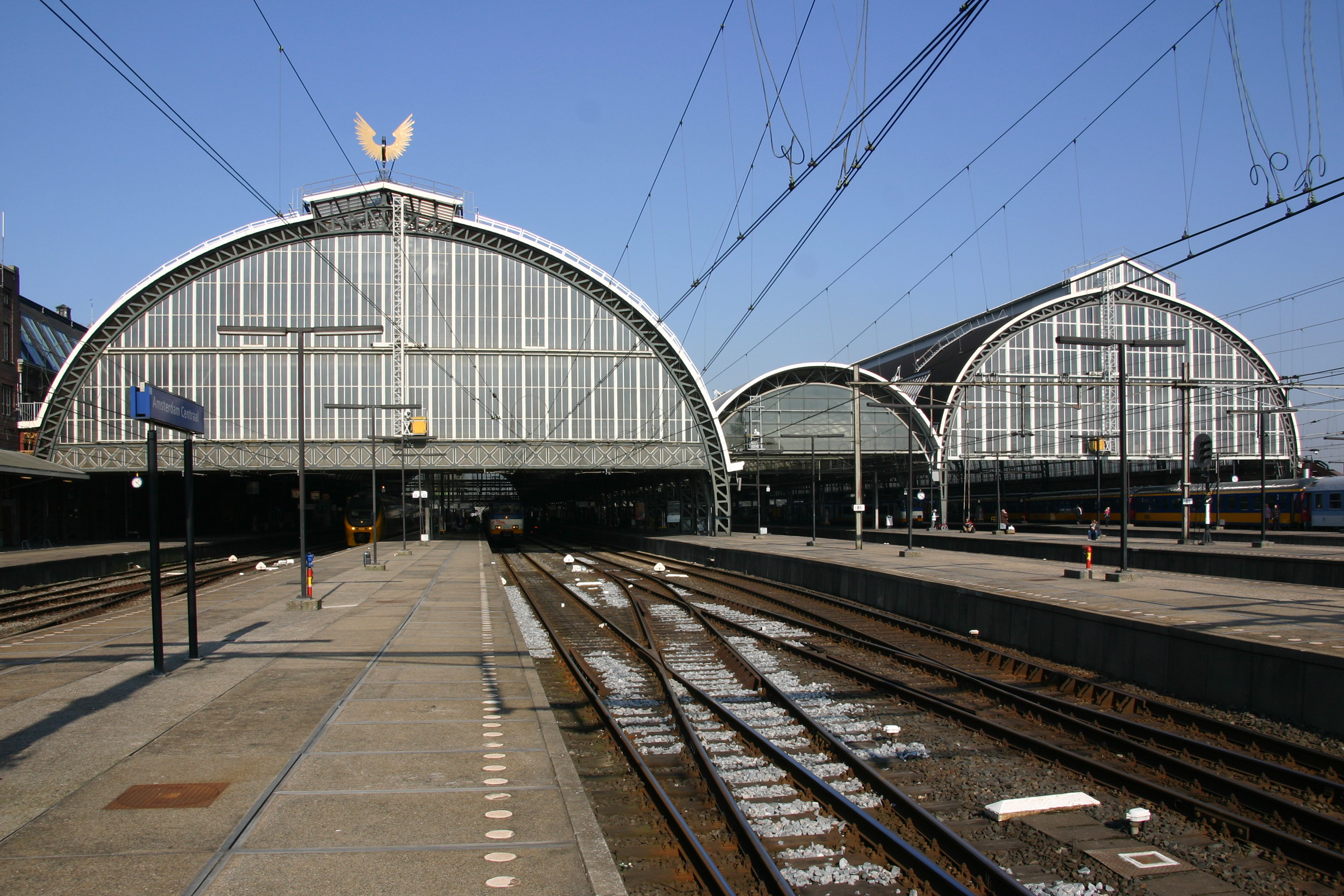
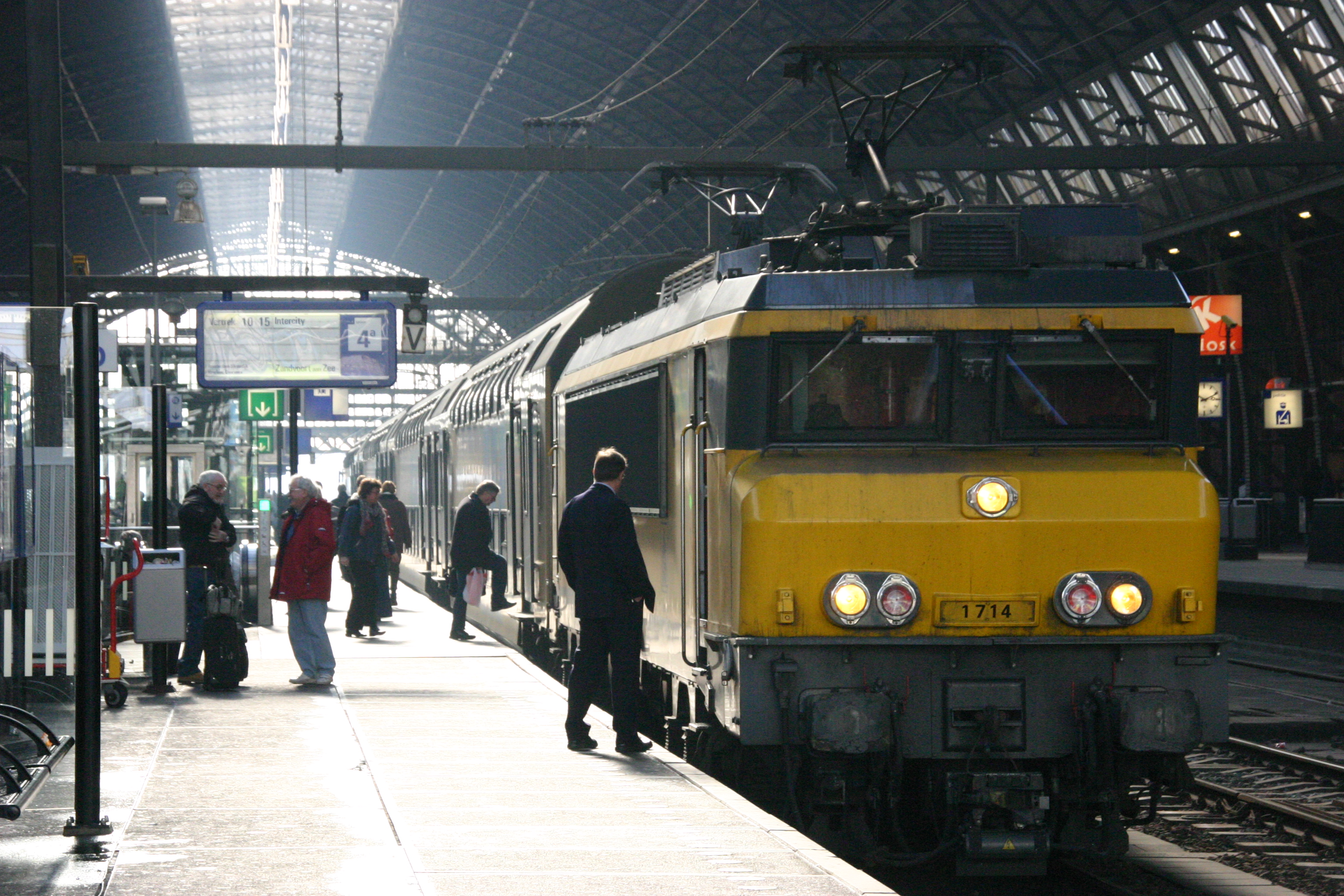
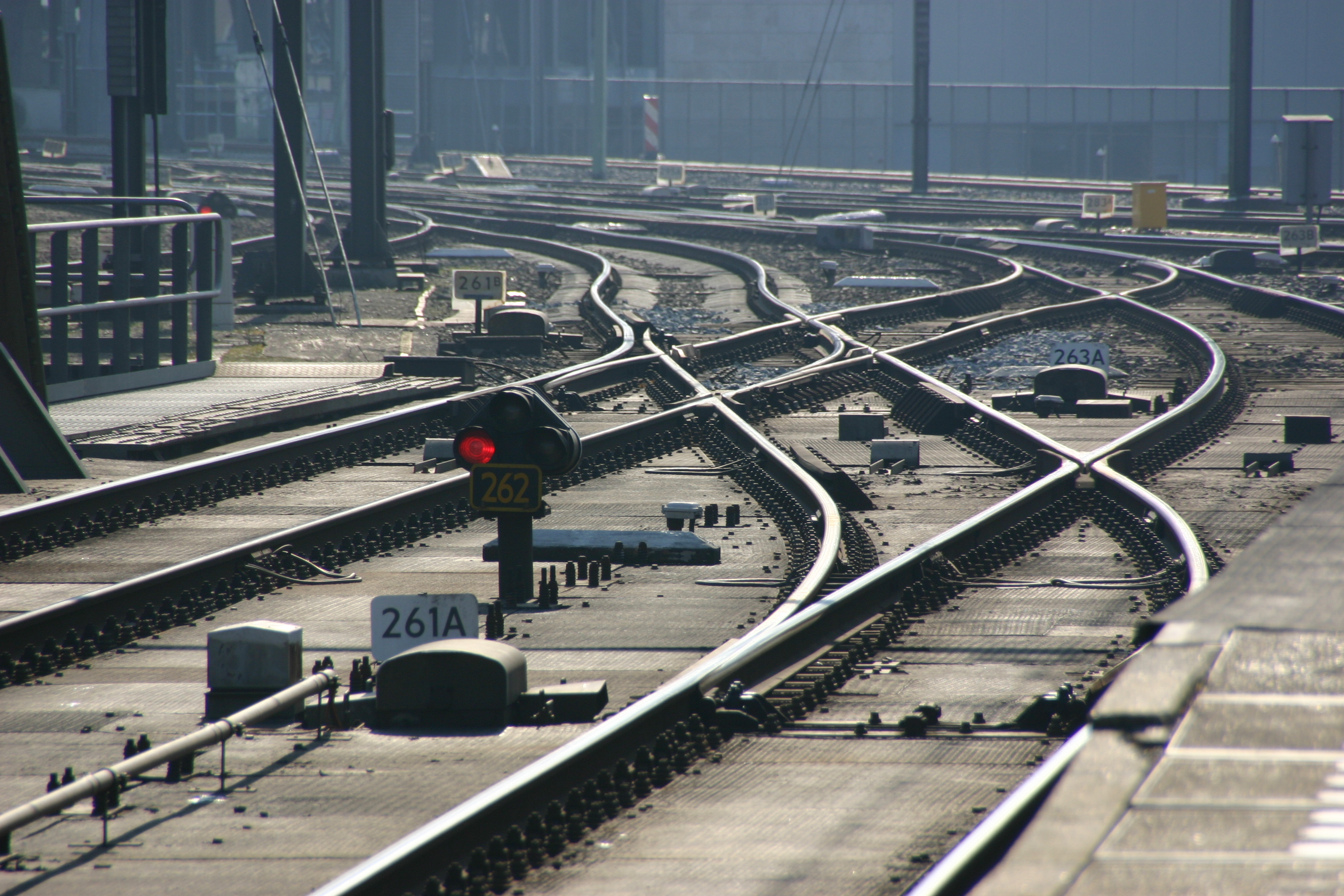
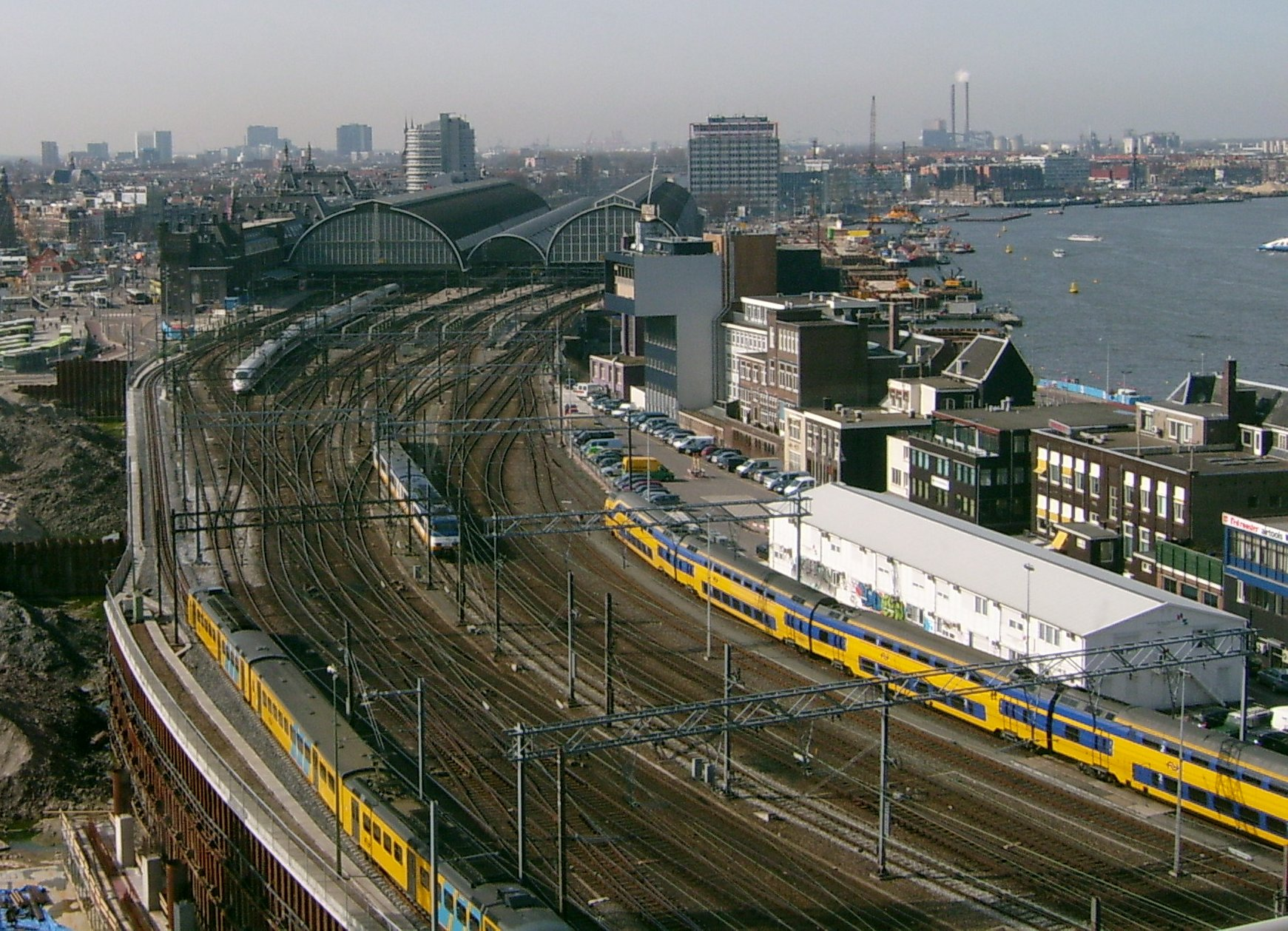
Widok nad dworzec od wschodu
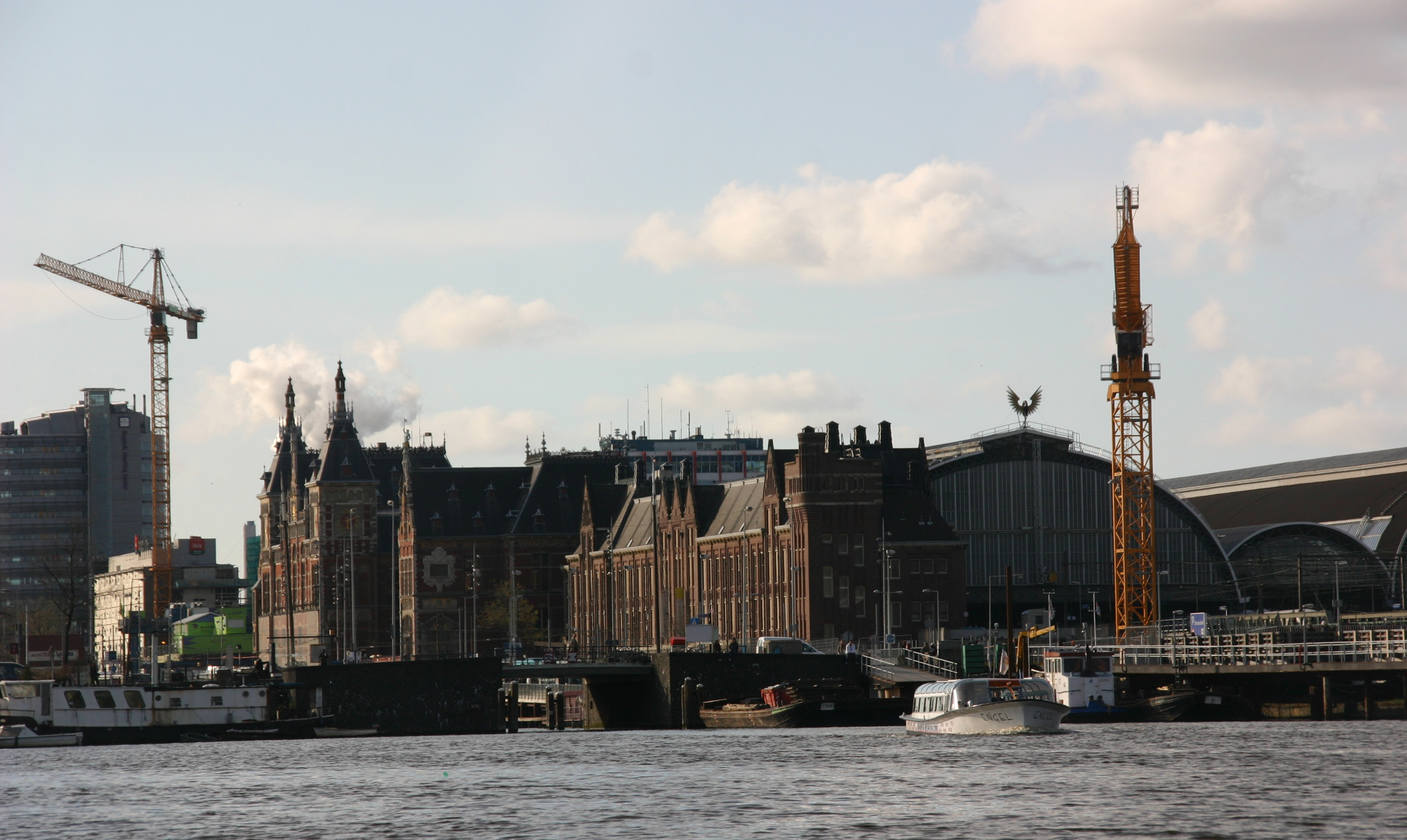

| Amsterdam Centraal                  |  |                                       |
| Linia                               |  |                                       |
|                                     |  | Amsterdam Sloterdijk odległość: 3 km  |
| Linia                               |  |                                       |
| Amsterdam Sloterdijkodległość: 2 km |  |                                       |
| Linia                               |  |                                       |
|                                     |  | Amsterdam Muiderpoort odległość: 1 km |